# Intabulation
Intabulation là một dạng sắp xếp giọng điệu, âm thanh cho lời hát hoặc bản hòa nhạc dành cho nhạc cụ phím và đàn luýt, hoặc dây, phổ biến từ thế kỷ 14 đến 16.